# Белянчев, Алексей Валентинович
Алексей Валентинович Белянчев (род. 28 марта 1964) — российский профессиональный фотожурналист.

## Деятельность
С 1993 года штатный фоторепортёр газеты «Известия». С 1997 года — директор фотослужбы «Известий». В период с 2000 по 2004 годы «сборная фоторепортёров „Известий“» добилась международного признания, а два репортёра получили фотографические «Оскары» — стали обладателями первых призов конкурса «World Press Photo» (Сергей Максимишин и Юрий Штукин). Трое «известинцев» из той команды — ныне «личные» фотографы Дмитрия Медведева и Владимира Путина. Работал в президентском «пуле» Бориса Ельцина и в Государственной Думе РФ (в 1994—1998). Участвовал в профессиональных конкурсах: от «World Press Photo» до «Интерфото». В последнем побеждал в 1997 году (I приз в категории «Спорт») и был членом жюри в 2002 году. Помогал при создании агентства «PhotoXPress». Во время перерыва(2004—2007) работы в «Известиях» с коллегами-фотожурналистами создал фотоагентство ZERKALO http://www.zerkalopress.ru/
С 2009 по 2010 гг. — Руководитель фотослужбы Издательского дома «Комсомольская правда».
С 2010 года — Первый заместитель главного редактора — редакционный директор газеты «Вечерняя Москва».

## Награды и премии
- Премия Правительства Российской Федерации в области средств массовой информации (27 декабря 2022 года) —  «за социально значимые специальные выпуски газеты „Комсомольская правда“ на территориях Донецкой Народной Республики, Луганской Народной Республики, Запорожской и Херсонской областей, а также за специальные выпуски для российской армии в период проведения специальной военной операции»[1].
- Лауреат премии города Москвы 2014 года в области журналистики - за вклад в развитие сетевого телевизионного вещания газеты «Вечерняя Москвы» и создание авторских программ «Кроп-фактор» и  «Ценные кадры»